# Villa lusitano-romaine de Torre de Palma
La villa lusitano-romaine de Torre de Palma est un site archéologique présentant les vestiges d'une villa romaine. Elle est située dans la freguesia de Vaiamonte (pt), sur le territoire de la municipalité de Monforte (district de Portalegre, Portugal),.
Elle est classée Monument national depuis 1970.

## Description
Il s'agit d'une vaste villa romaine ayant appartenu à une puissante famille romaine, les Basile, dont le nom est connu grâce à une inscription retrouvée sur le site, où ils construisirent une majestueuse résidence, qui fut probablement utilisée entre les IIe et IVe siècles.
Les ruines d'une basilique paléochrétienne ont été découvertes sur le site, datant probablement du IVe siècle. Elle comprenait trois nefs de sept travées et des absides opposées, et contenait un baptistère en forme de croix de Lorraine, avec deux volées opposées de quatre marches. Elle est considérée comme l'un des complexes les plus importants de la péninsule Ibérique, avec des parallèles uniquement en Palestine et en Afrique du Nord.

## Galerie

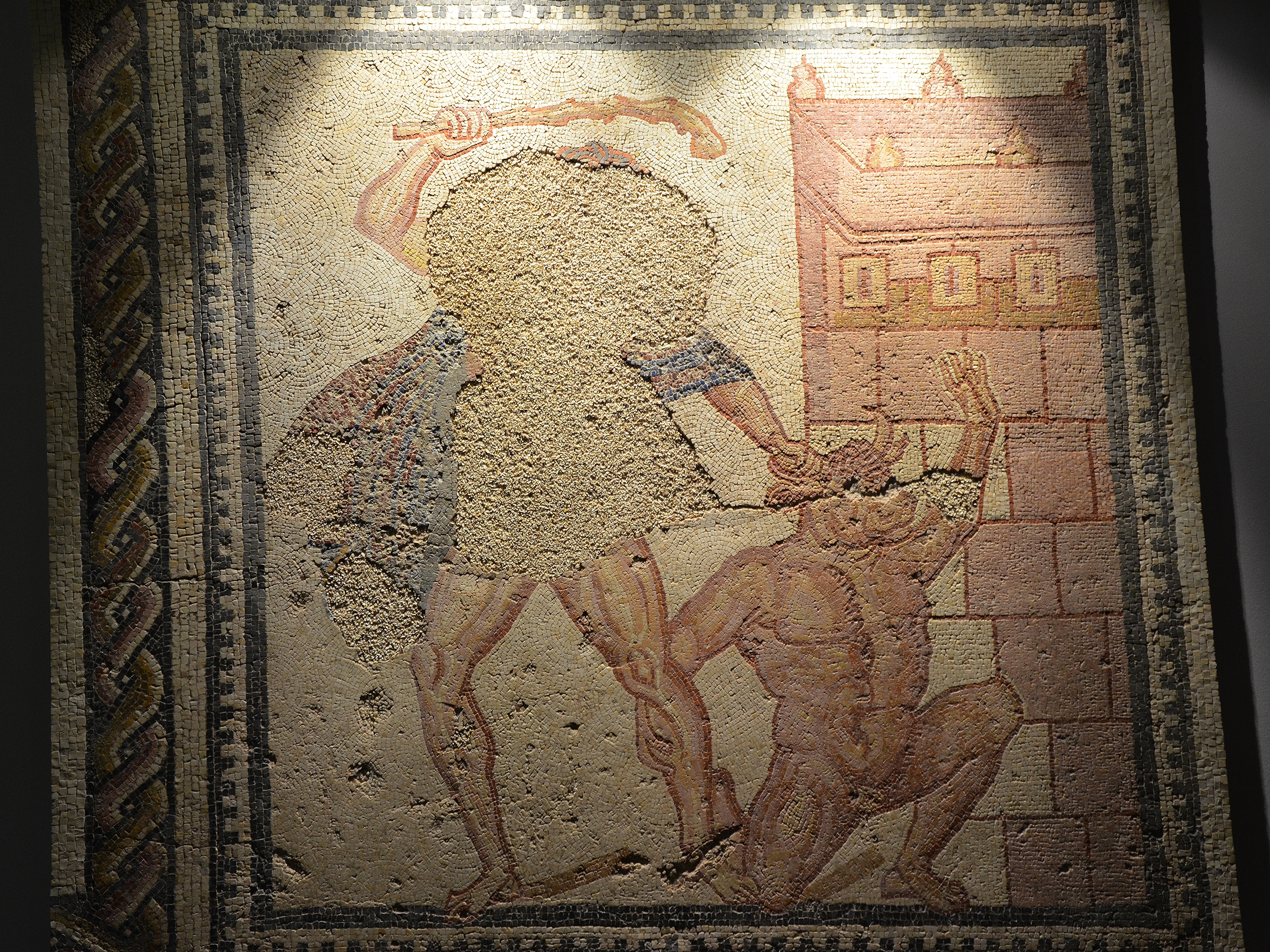
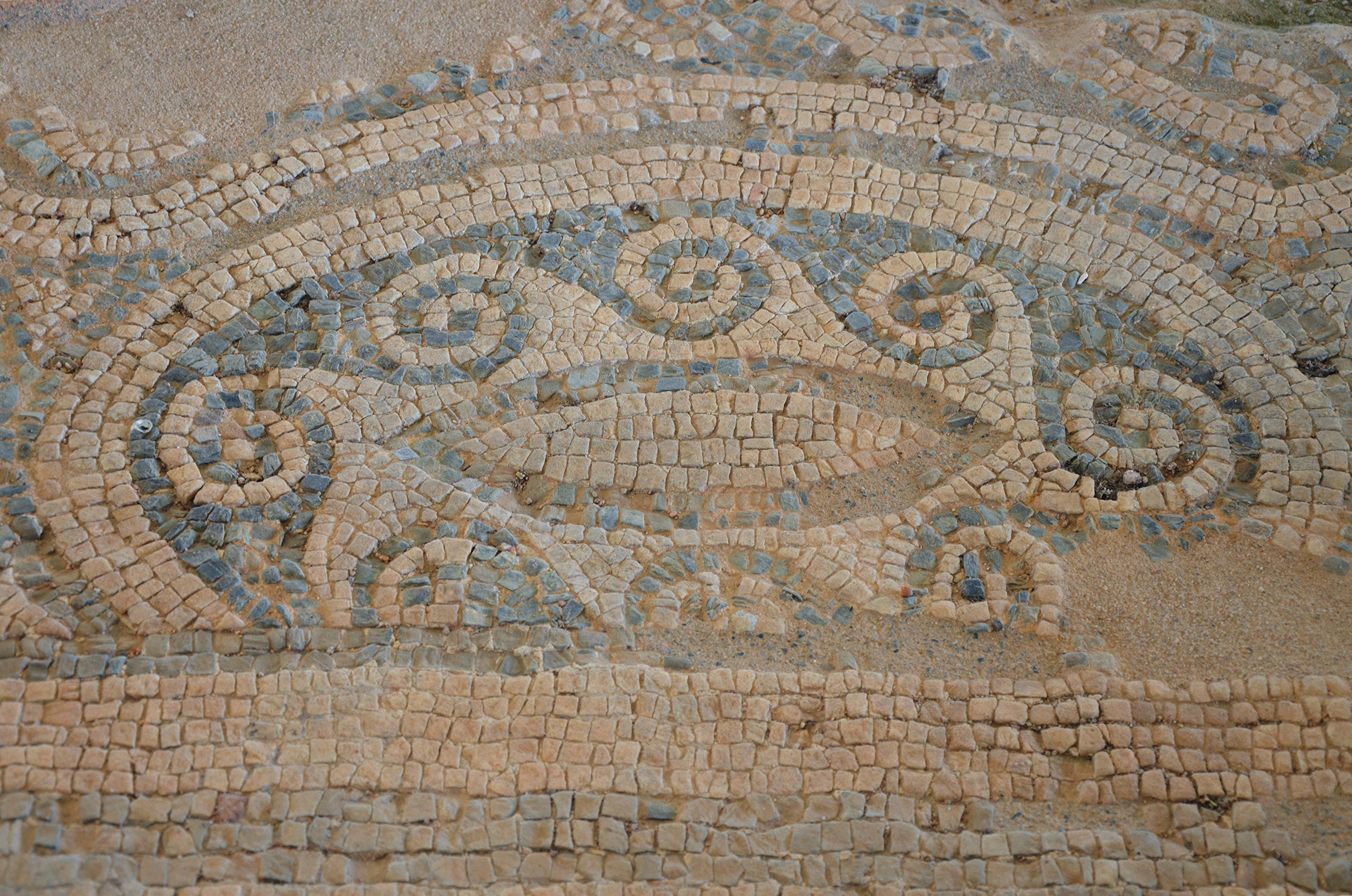